# Henry Bagnol
Pour les articles homonymes, voir Bagnol.
Henry Bagnol est un homme politique français né le 8 juillet 1862 à Pont-Saint-Esprit (Gard) et décédé le 15 décembre 1905 à Paris.

## Biographie
Ouvrier apprêteur d'étoffes, il est militant socialiste et fonde plusieurs associations ouvrières. Il est député de la Seine de 1902 à 1905, siégeant avec les socialistes parlementaires.

## Sources
- « Henry Bagnol », dans le Dictionnaire des parlementaires français (1889-1940), sous la direction de Jean Jolly, PUF, 1960 [détail de l’édition]
- « Bagnol (Henry) », dans Dictionnaire biographique du Gard, Paris, Flammarion, coll. « Dictionnaires biographiques départementaux » (no 45), 1904 (BNF 35031733, lire en ligne), p. 47.